# Carlos Alberto Hogan y Costa
Carlos Alberto Hogan y Costa (* 4. Mai 1913 in Arroyo Pergamino; † 23. November 1985) war ein argentinischer Diplomat und Politiker.

## Leben
Carlos Alberto Hogan y Costa war der Sohn von María Mercedes Costa Palma y Olmos und Tomás Victor Hogan y Hegoburu. Er heiratete am 25. September 1941 María Elena Piaggio. Vom 4. Mai 1950 bis 1953 war er Botschafter in London. Von 1953 bis 1955 war er argentinischer Landwirtschaftsminister. Bis zum Sturz von Juan Peron war er Vorsitzender der argentinischen Nationalparks. Er wurde auf dem Grundstück von Costa Palma y Torres beigesetzt.